# Рыбное дело
Рыбное дело (также дело по Министерству рыбного хозяйства СССР) — собирательное название для серии уголовных дел о коррупции и злоупотреблениях в Министерстве рыбного хозяйства СССР в конце 1970-х годов.

## История
В 1976 году по всему Советскому Союзу открылись специализированные рыбные магазины «Океан», где покупатели стали сразу сметать товары с полок. Эту сеть называли началом новой эпохи в торговле. Однако импортные витрины первой советской сетевой марки были лишь прикрытием для махинации союзного масштаба. Ещё при вылове рыбы перекладывали в каждый ящик 2—3 килограмма лишнего. Сотни и тысячи килограммов неучтённой продукции затем продавались, а средства от этой продажи похищались. В это было вовлечено множество людей на разных уровнях.
Осенью 1979 года В. М. Королевский — следователь по особо важным делам при Генеральном прокуроре СССР — был включён в состав следственной группы, расследовавшей дело о взяточничестве ответственных должностных лиц Министерства рыбного хозяйства СССР.
Во второй половине 1970-х в поле зрения работников КГБ СССР попали Генеральный директор Торгово-производственной фирмы «Океан» Ефим Борисович Фельдман и директор одного из фирменных магазинов «Океан» Владимир Фишман. Разъезжая в турпоездках по соцстранам, они, готовясь к отъезду из Союза, вывозили туда сотни тысяч рублей, обменивали их на валюту, а затем контрабандно (торговля долларом была запрещена в СССР) переправляли на Запад. Фишмана и Фельдмана арестовали, они «заговорили», а заодно не стали скрывать, кого подкупали. Так всплыла фамилия крупного взяточника руководителя «Союзрыбпромсбыта» Юрия Рогова. Его пригласили в следственный отдел КГБ СССР и разъяснили ситуацию. Он во всём признался, и его отпустили, однако Рогов через несколько дней написал жалобу, в которой сообщал, что его показания о получении взяток даны вследствие применения незаконных методов расследования. После этого Рогов лёг в больницу. Затем его арестовали.
Через некоторое время Фишмана, Фельдмана и Рогова предали суду за часть преступлений, которые они совершили, а дело по остальным эпизодам направили для дальнейшего расследования в Прокуратуру СССР. Принял его к производству следователь по особо важным делам при Генеральном прокуроре СССР А. Х. Кежоян. Он и арестовал заместителя министра рыбного хозяйства СССР В. И. Рытова. Сам Кежоян тяжело болел и в конце 1979 года умер. Дальнейшее расследование поручили Сергею Михайловичу Громову.
Но заместитель Генерального прокурора СССР В. В. Найдёнов направил на организацию расследования начальника управления по надзору за следствием и дознанием в органах внутренних дел СССР Г. П. Каракозова. Позже, в отдельных эпизодах, дело было поручено старшему следователю по особо важным делам при Генеральном прокуроре СССР В. И. Калиниченко.
Уголовное дело в отношении Рытова под руководством Найдёнова расследовал следователь по особо важным делам Генеральной прокуратуры СССР Николай Александрович Антипов.
В результате совместных действий МВД и КГБ СССР была вскрыта разветвлённая, по тем временам «преступная» предпринимательская структура, которая занималась контрабандой чёрной икры. Замминистра рыбного хозяйства СССР Владимира Рытова в итоге приговорили к смертной казни и расстреляли.
Из расследования этого уголовного дела было инициировано Сочинско-краснодарское дело. Так, арест директора сочинского магазина «Океан» повлёк за собой арест первого секретаря сочинского горкома КПСС Вячеслава Воронкова.

## В культуре
- Рыбное дело упоминается в сериале «Красная площадь» (Россия, 2004 год)
- Документальный фильм «Золотая рыбка. Дело „Океан“» (Россия, 2009 год)
- Телевизионный сериал «Казнокрады» фильм № 5 «Операция Океан» (Россия, 2011 год)
- Телевизионный сериал «Неподкупный» (Россия, 2015 год)
- Телевизионный сериал «Икра» (Россия, 2018 год)